# Vittorio Matteo Corcos

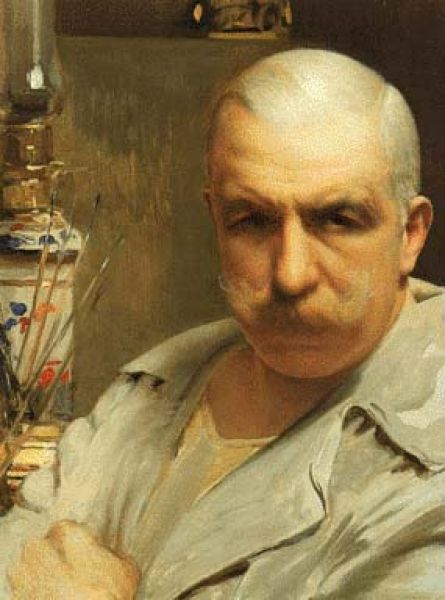
Selbstporträt, 1913

Vittorio Matteo Corcos (* 4. Oktober 1859 in Livorno; † 8. November 1933 in Florenz) war ein italienischer Porträtmaler.

## Leben und Werk
Corcos entstammte einer jüdischen Familie in Livorno und besuchte später die Accademia delle Belle Arti in Florenz, wo er von Enrico Pollastrini ausgebildet wurde. Zwischen 1878 und 1879 studierte er in Neapel bei Domenico Morelli, der seinen Malstil beeinflusste. Im Jahr 1880 zog er nach Paris, wo er einen fünfzehnjährigen Kooperationsvertrag mit der Kunsthandlung Goupil & Cie unterschrieb. Dort lernte er Vincent van Gogh kennen, der bei Goupil arbeitete. Corcos besuchte das Studio des Historien- und Porträtmalers Léon Bonnat, der für seine Frauenporträts aus der Pariser Gesellschaft bekannt war und dessen Malstil ihn inspirierte. Die französischen Künstler des Impressionismus hatten Einfluss auf seine Malerei, aber auch Giovanni Boldini und Giuseppe de Nittis, die italienischer Abstammung waren.    
In den Jahren 1881, 1882 und 1885 war Corcos schon so bekannt, dass seine Gemälde im Pariser Salon ausgestellt wurden. 1886 kehrte Corcos nach Italien zurück und nahm im selben Jahr an einer Ausstellung in Livorno teil, wo Maler der Macchiaioli-Gruppe und andere regionale Kunstschulen sich beteiligten. 1887 konvertierte er zum katholischen Glauben und heiratete in Florenz Emma Ciabatti, verwitwete Rotigliano, die ihn in angesehene literarische Kreise einführte, wo er beispielsweise Carducci und Gabriele D’Annunzio kennenlernte.
Corcos Porträtmalerei brachte ihm ein ausgezeichnetes Renommee ein, so malte er in Deutschland im Jahr 1904 Porträts von Kaiser Wilhelm II. und seiner  Frau, von anderen hochgestellten deutschen Persönlichkeiten sowie auch Porträts von Amélie von Orléans, Königin von Portugal und Margaritha von Savoyen, Königin von Italien.
Im Jahr 1913 fand sein Selbstporträt Aufnahme in die Uffizien in Florenz.

## Gemälde (Auswahl)

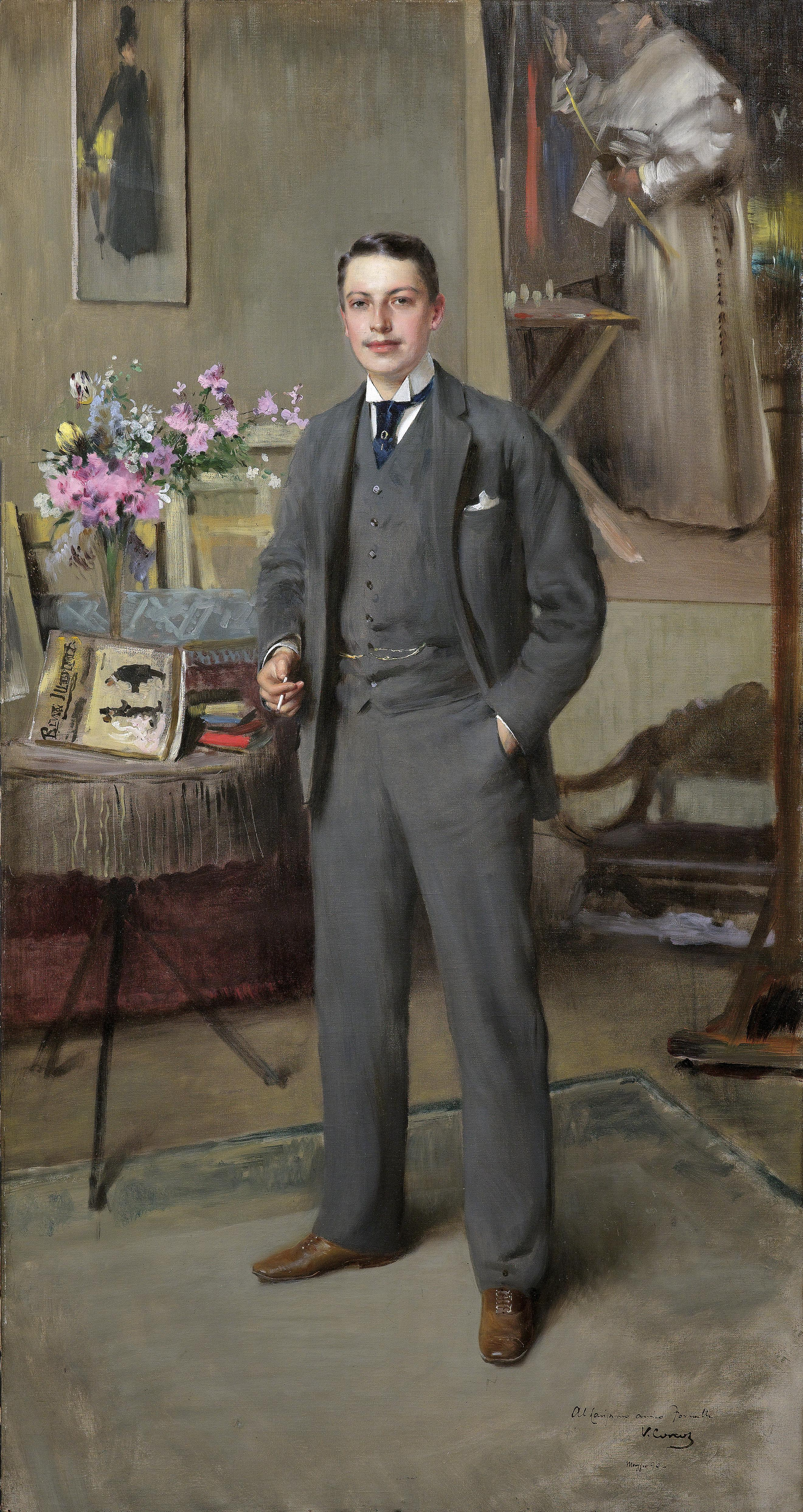
Herren-porträt, 1890
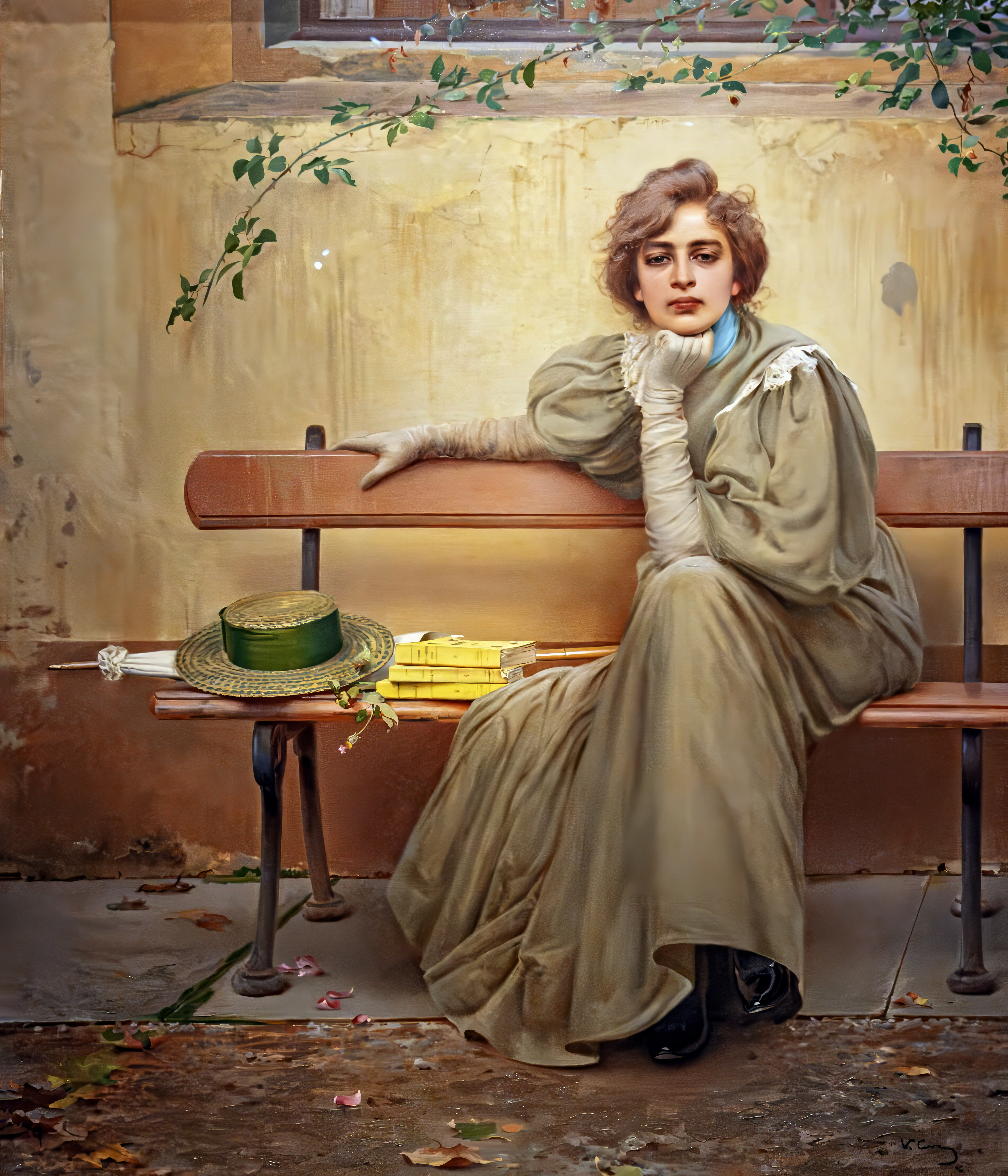
Träume, 1896, Galleria Nationale d’Arte Moderna, Rom
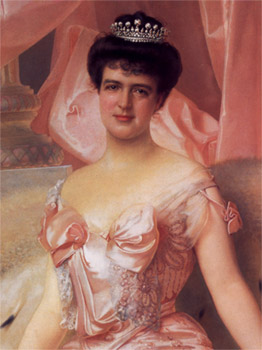
Porträt der Amélie von Orléans, 1905
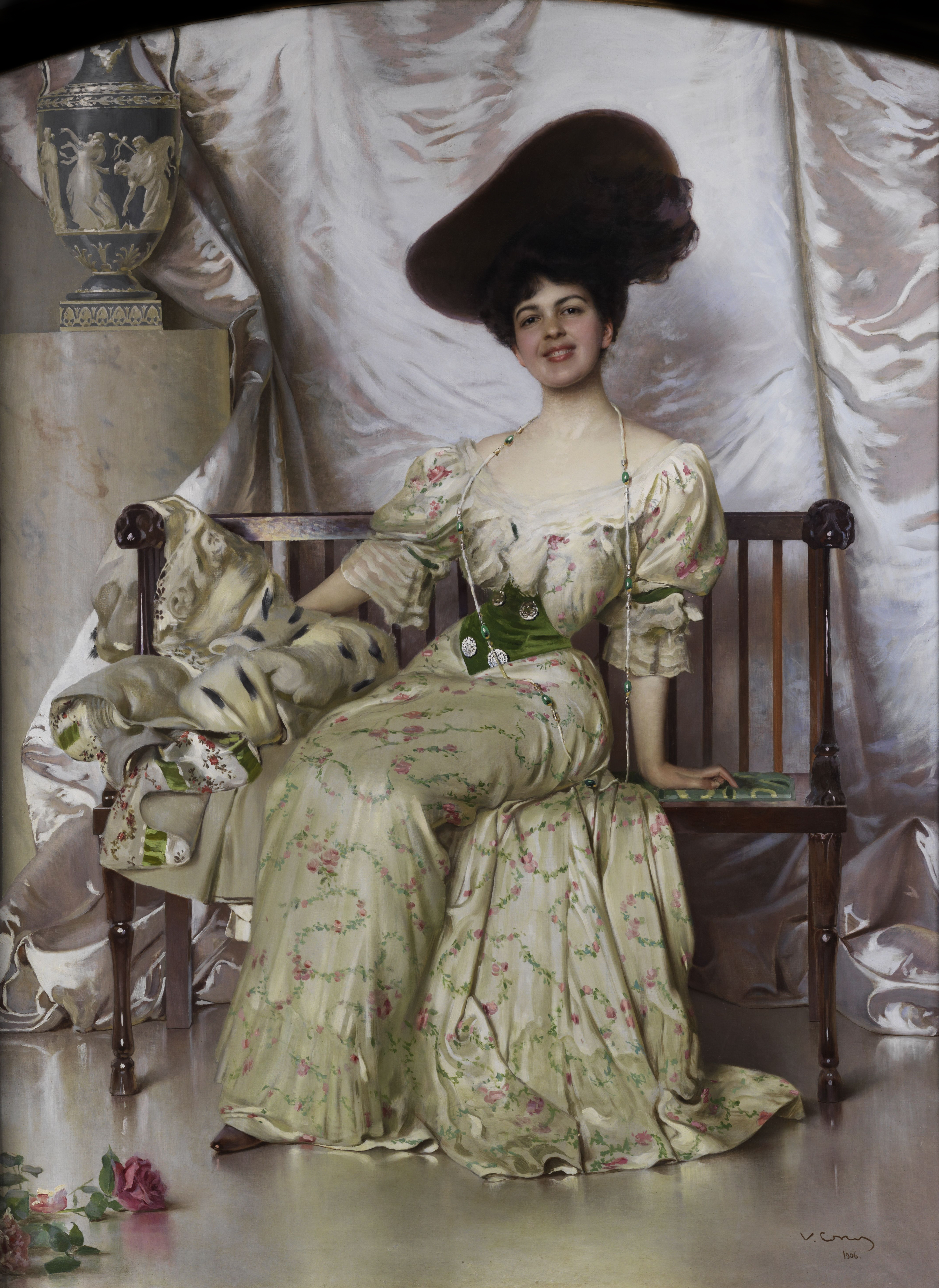
Porträt der Contessa Nerina Pisani Volpi di Misurata, 1906
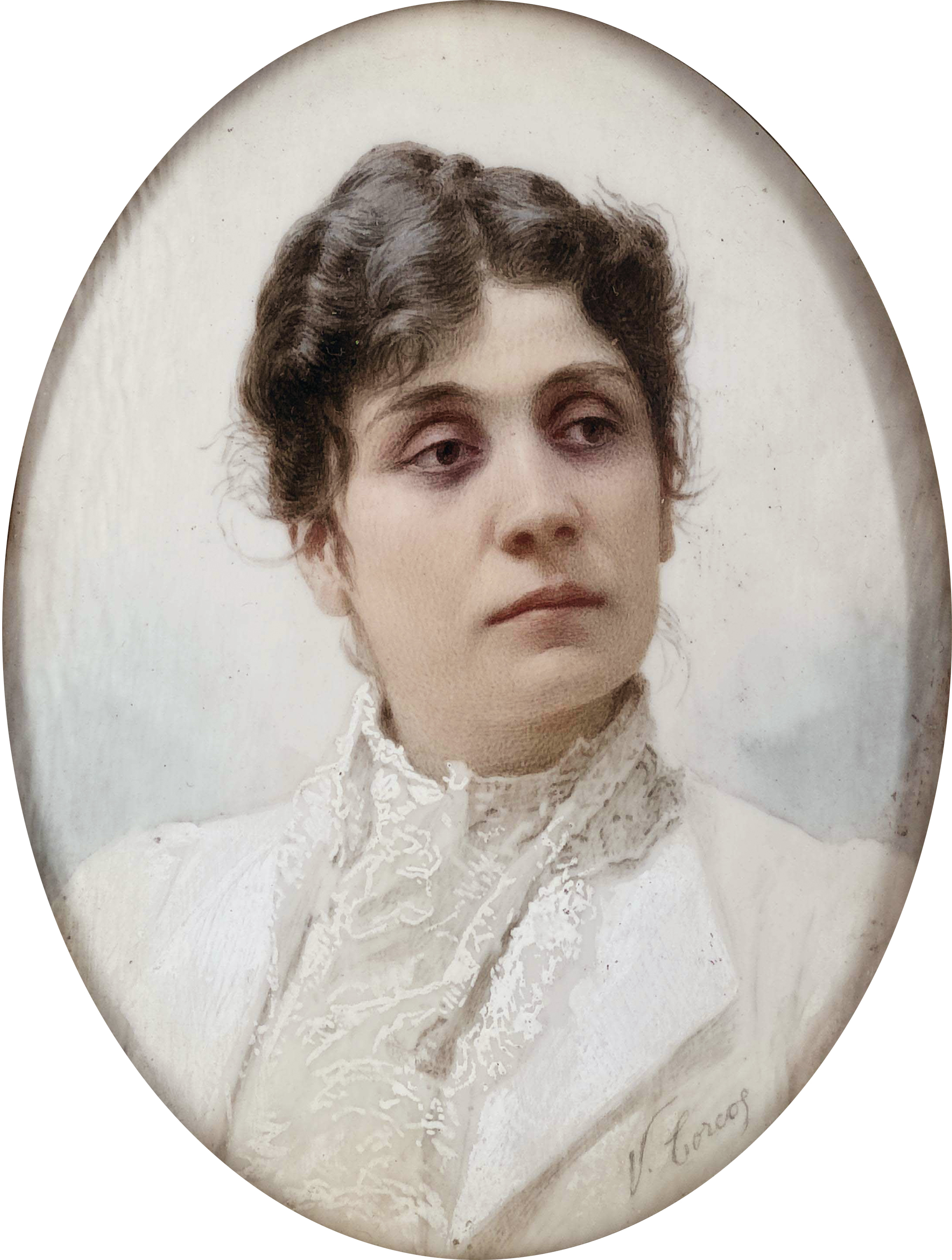
Porträt der Eleonora Duse, o. J.
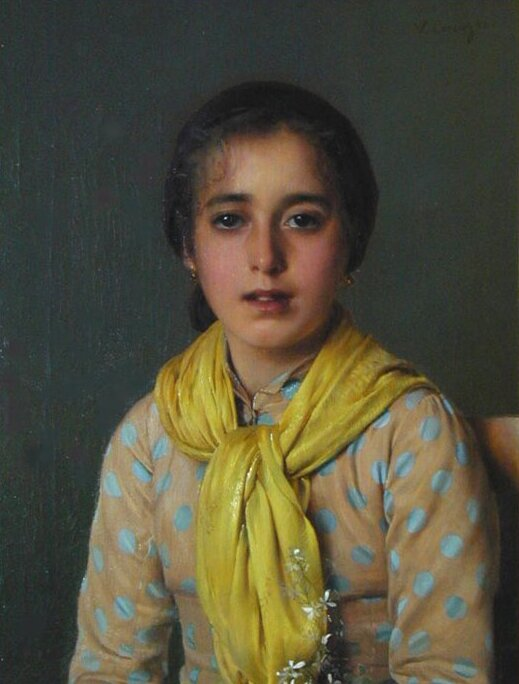
Mädchen mit gelbem Halstuch, um 1933